# Pseudochama
Pseudochama is een geslacht van tweekleppigen uit de familie Chamidae.

## Soorten
De volgende soorten zijn bij het geslacht ingedeeld:
- Pseudochama aenigmatica (W.H. Turton, 1932)
- Pseudochama aurantia (Kuroda & Habe, 1971)
- Pseudochama clarionensis (Willett, 1938)
- Pseudochama corbierei (Jonas, 1946)
- Pseudochama corrugata (Broderip, 1835)
- Pseudochama cristella (Lamarck, 1819)
- Pseudochama exogyra (Conrad, 1837)
- Pseudochama granti (A.M. Strong, 1934)
- Pseudochama gryphina (Lamarck, 1819)
- Pseudochama inermis (Dall, 1871)
- Pseudochama panamensis (Reeve, 1847)
- Pseudochama picta (Chenu, 1846)
- Pseudochama retroversa (Lischke, 1870)
- Pseudochama rianae (Delsaerdt, 1986)
- Pseudochama saavedrai (Hertlein & A.M. Strong, 1946)
- Pseudochama subspinosa (Chenu, 1846)